# Oedemera monticola
Oedemera monticola is een keversoort uit de familie schijnboktorren (Oedemeridae). De wetenschappelijke naam van de soort is voor het eerst geldig gepubliceerd in 1978 door Švihla.